# تصريف (لغة)
التصريف أو الصرف في اللغة العربية إلحاق التنوين والجر بالكلمة. والأصل فيه عند الصرفيين تحويل الأصل الواحد إلى أمثلةٍ مختلفة لمعانٍ مقصودة لا تحصل إلا بها، كتحويل الضرب إلى ضرَب ويضرب وضارب ونحو ذلك. قال سيبويه: التصريف على ما حكي عنهم هو أن تبني من الكلمة بناء لم تبنه العرب على وزن ما تبنيه ثم تعمل في البناء الذي تبنيه على ما يقتضيه قياس كلامهم ج تصاريف.